# 申家乡
申家乡，是中华人民共和国四川省达州市达川区曾经下辖的一个乡。2019年12月，撤销申家乡，将其所属行政区域划归金垭镇管辖。

## 行政区划
申家乡撤销前下辖以下地区：
磴子河社区、覃家坝社区、塔光村、青竹村、火炭岩村、望水垭村和三峡村。